# Basílica menor de Nuestra Señora del Carmen (Frontino)
La Basílica Menor de Nuestra Señora del Carmen es una basílica colombiana de culto católico del municipio de Frontino (Antioquia). Es la sede de la parroquia homónima y pertenece a la jurisdicción eclesiástica de la Arquidiócesis de Santa Fe de Antioquia. El templo está dedicado a la Virgen María bajo la advocación de Nuestra Señora del Carmen.
El edificio de estilo neogótico, fue diseñado por los arquitectos carmelitas, Hermano Andrés Lorenzo Huarte, autor de los planos y posteriormente el Hermano Daniel Puelles del Niño Jesús, y la obra estuvo bajo la ejecución técnica del frontineño (autodidacta en ingeniería) Manuel Callejas Muñoz. En el 2010, el papa Benedicto XVI le concedió al templo el título litúrgico de Basílica Menor, la ceremonia de consagración se llevó a cabo el 4 de septiembre de 2010, ceremonia que contó con la presencia del Nuncio Apostólico de Colombia monseñor Aldo Cavalli.

## Historia
Desde el año de 1860, un siglo después de creada la parroquia de Cañasgordas, se construyó en Frontino, en el mismo lugar donde hoy está situado el templo parroquial, una pequeña capilla de paja, en la cual oficiaba el párroco de Cañasgordas cuando, por épocas, visitaba el caserío que ya había sido erigido en Viceparroquia. Más adelante, la población de Frontino comienza a aumentar, y al estar en su cabecera la capilla regularmente paramentada, comienzan a manifestar su deseo de separarse de Cañasgordas y tener cura propio.
El 23 de enero de 1872 el obispo de Antioquia, Jesús María Rodríguez Balbín, crea la parroquia bajo la protección de la bienaventurada Santa Rosa de Lima. Más tarde, siendo la capilla no apta para las celebraciones religiosas, José A. de Sierra, inicia en 1883 los trabajos de un nuevo templo más cómodo, esta vez en tapia y teja, el cual prestó servicio hasta 1928.
En 1914 se establece en Frontino la comunidad de los Padres Carmelitas, y comienzan la construcción del convento y una capilla, en terrenos donados por Rafael Elejalde Gaviria y ubicados donde esta hoy el refugio de ancianos Paulo VI. En 1916 fue entregada la parroquia a los carmelitas. 
En el año de 1922 bajo la dirección de los carmelitas se inicia en el municipio la edificación del actual templo parroquial. Para la construcción de la iglesia se contó con los servicios de los arquitectos Andrés Lorenzo Huarte (autor de los planos) y posteriormente de Daniel Puelles del Niño Jesús, quienes también diseñaron los planos de la iglesia del Señor de la Misericordia en el barrio Manrique en Medellín. La construcción estuvo bajo la ejecución técnica del frontineño (autodidacta en ingeniería) Manuel Callejas Muñoz. 
La obra se comenzó de atrás hacia adelante. Para atender y colaborar económicamente, la educadora Matilde Arango Acosta fundó la "Sociedad del amor hermoso", quien realizó rifas, bazares, cantarillas, veladas, nombró comisiones para recoger cuotas mensuales entre los habitantes, algunos pagaban trabajadores por semanas, otros daban un solo día y así fue como Ángela Gómez de Gaviria y Rosana Ruiz Peláez de White, lograron hacer la sacristía en su totalidad hasta entregarla embaldosada y pintada, con una lámpara regalada por Justiniano Ruiz y que actualmente no se sabe de su paradero. Esta primera parte del edificio fue inaugurada el 16 de julio de 1929, es decir siete años después de haber comenzado su construcción.
El 7 de febrero de 1941, fue designada patrona del templo la Santísima Virgen del Carmen, por petición del párroco Andres del Niño Jesús al obispo de la diócesis. Por lo cual, se manda a traer desde Barcelona (España) la imagen de la Virgen del Carmen, la cual está localizada en el Altar Mayor y fue bendecida el 20 de julio de 1942. Cuando la imagen llega Medellín es trasladada a lomo de mula por Juan de Dios Ramírez que era el más experto de los arrieros en el transporte de carga pesada y delicada, pues la estatua de la Virgen pesa 125 kilogramos.
Además, el Niño Jesús de Praga (el cual estuvo dentro del templo y que inexplicablemente fue donado a una familia) y el Nazareno que se utiliza para las procesiones de Semana Santa, el cual fue donado por Pedro Antonio Elejalde Gaviria, fueron traídos también de España.
El reloj de la fachafa principal fue donado por Rogelia y María del Carmen Elejalde Gaviria; las campanas fueron donadas por Antonio Elejalde Gaviria y la imagen de la fachada fue regalada por Fabriciano Gallo. El reloj y la imagen fueron inaugurados solemnemente el 15 de julio de 1942. 
El 27 de enero de 1947 se retiran del municipio los carmelitas entregando la parroquia al clero recular y dejan concluido el frontis y la parte interior del templo, sólo faltaba por realizar las torres, las cuales tiene hoy, y que fueron calculadas y ejecutadas por Manuel Callejas Muñoz. En septiembre de ese mismo año (1947) se comenzó a construir el atrio del templo y que comprende la parte superior del parque principal y fue concluido en diciembre de ese mismo año.
A principios de la década del año cincuenta el presbítero Bibiano Arcila contrató en Italia la adquisición y traída del altar de mármol, que hoy adorna el templo y que fue consagrado solemnemente el 15 de mayo de 1955 cuando era párroco Luis Eduardo Zapata. El mismo Arcila mandó a realizar las actuales bancas que tiene el templo a los ebanistas Cipriano Toro Albana y Alfonso Pino Albana. Más adelante en 1986, el presbítero Hugo Vásquez Cartagena encargó al ebanista Joaquín Emilio Herrera otras 30 bancas siguiendo el mismo estilo de las primeras. 
En 2001 el atrio fue reconstruido gracias al empeño del alcalde Gilberto Rodríguez Celis y algunos particulares. Fue diseñado por el arquitecto Juan Carlos Gutiérrez e inaugurado el 16 de julio del mismo año. Hoy en día, el templo de Frontino se encuentra restaurado y pintado.
Esta basílica cuenta actualmente con la restauración de sus lámparas en las naves laterales y central, es llamativa también la imagen de la Virgen del Carmen que preside el interior del templo, puesto que fue traída directamente desde España.